# Eddy Testelmans
Eddy Testelmans (Herentals, 4 december 1956) is een Belgisch luitenant-generaal. Hij is gewezen hoofd van de Algemene Dienst Inlichting en Veiligheid.

## Levensloop
Eddy Testelmans studeerde tussen 1974 en 1978 militaire en sociale wetenschappen aan de Koninklijke Militaire School
Hij bekleedde verschillende operationele functies in de artillerie. In 2006 werd hij benoemd tot generaal-majoor. Tussen 2007 en 2009 was hij commandant van de Landcomponent. Van 2009 tot 2011 was Testelmans permanent militair vertegenwoordiger voor België bij het Militaire Comité van de Europese Unie.
Hij werd in 2012 chef van de Algemene Dienst Inlichtingen en Veiligheid (ADIV) en in 2013 benoemd tot luitenant-generaal. In 2017 volgde Claude Van de Voorde hem op als chef van de ADIV. Testelmans nam ontslag na conflicten met zijn personeel. Hij had ook trainingen georganiseerd voor de Koerdische Volksbeschermingseenheden zonder Chef Defensie Marc Compernol te verwittigen. Volgens een rapport van Comité I had Testelmans niks illegaals ondernomen.